# Sivert Mannsverk
Sivert Mannsverk, né le 8 mai 2002 à Øvre Årdal en Norvège, est un footballeur norvégien qui joue au poste de milieu central à l'Ajax Amsterdam.

## Biographie

### En club
Né à Øvre Årdal en Norvège, Sivert Mannsverk est formé par le club local du Sogndal Fotball, où il commence sa carrière professionnelle. Il joue son premier match le 7 avril 2019, lors d'une rencontre de championnat contre Ullensaker/Kisa IL. Il est titularisé et son équipe s'incline par trois buts à zéro.
Mannsverk inscrit son premier but en professionnel le 18 septembre 2019 face au Skeid Fotball, en championnat. Il est titularisé et les deux équipes se neutralisent (2-2 score final).
Le 28 juillet 2021, Sivert Mannsverk s'engage en faveur du Molde FK, où il signe un contrat courant jusqu'en 2025. 
Le 1er mai 2022, Mannsverk participe à la finale de la coupe de Norvège face au FK Bodø/Glimt. Titulaire, il est le héros du match puisqu'il marque le seul but de la partie, sur penalty, donnant donc la victoire et le trophée à son équipe,,.
Mannsverk participe au sacre de son équipe lors de la saison 2022, le Molde FK remportant le Champion de Norvège pour la cinquième fois de son histoire,.
Le 1er septembre 2023, Sivert Mannsverk rejoint les Pays-Bas afin de s'engager en faveur de l'Ajax Amsterdam. Il signe un contrat de cinq ans, soit jusqu'en juin 2028.

### En sélection
Sivert Mannsverk représente l'équipe de Norvège des moins de 17 ans pour un total de trois matchs joués, tous en 2019.
Sivert Mannsverk joue son premier match avec l'équipe de Norvège espoirs le 12 novembre 2021 face à la Finlande. Il est titulaire et son équipe s'impose sur le score de trois buts à un,. Il marque son premier but avec les espoirs le 7 septembre 2023, face à Saint-Marin. Titulaire et capitaine ce jour-là, il participe à la victoire de son équipe par sept buts à zéro.

## Palmarès
Molde FK
- Coupe de Norvège (1) :
  - Vainqueur : 2021-2022.
- Championnat de Norvège (1) :
  - Champion : 2022.